# 清谷寺 (中野区)
清谷寺（せいこくじ）は、東京都中野区にある真言宗豊山派の寺院。

## 概要
鎌倉時代に覚宥が開山したといわれている。元々は地蔵堂だけの小堂にすぎず、恵深の代になって漸く寺院として整備されたという。この恵深も、いつの時代の人物なのかは不明である。ただ応永6年（1399年）の銘が入った板碑があることから、室町時代前期には既に存在していたものと推測される。
明治時代の一時期、野方村の村役場が置かれていたことがあった。

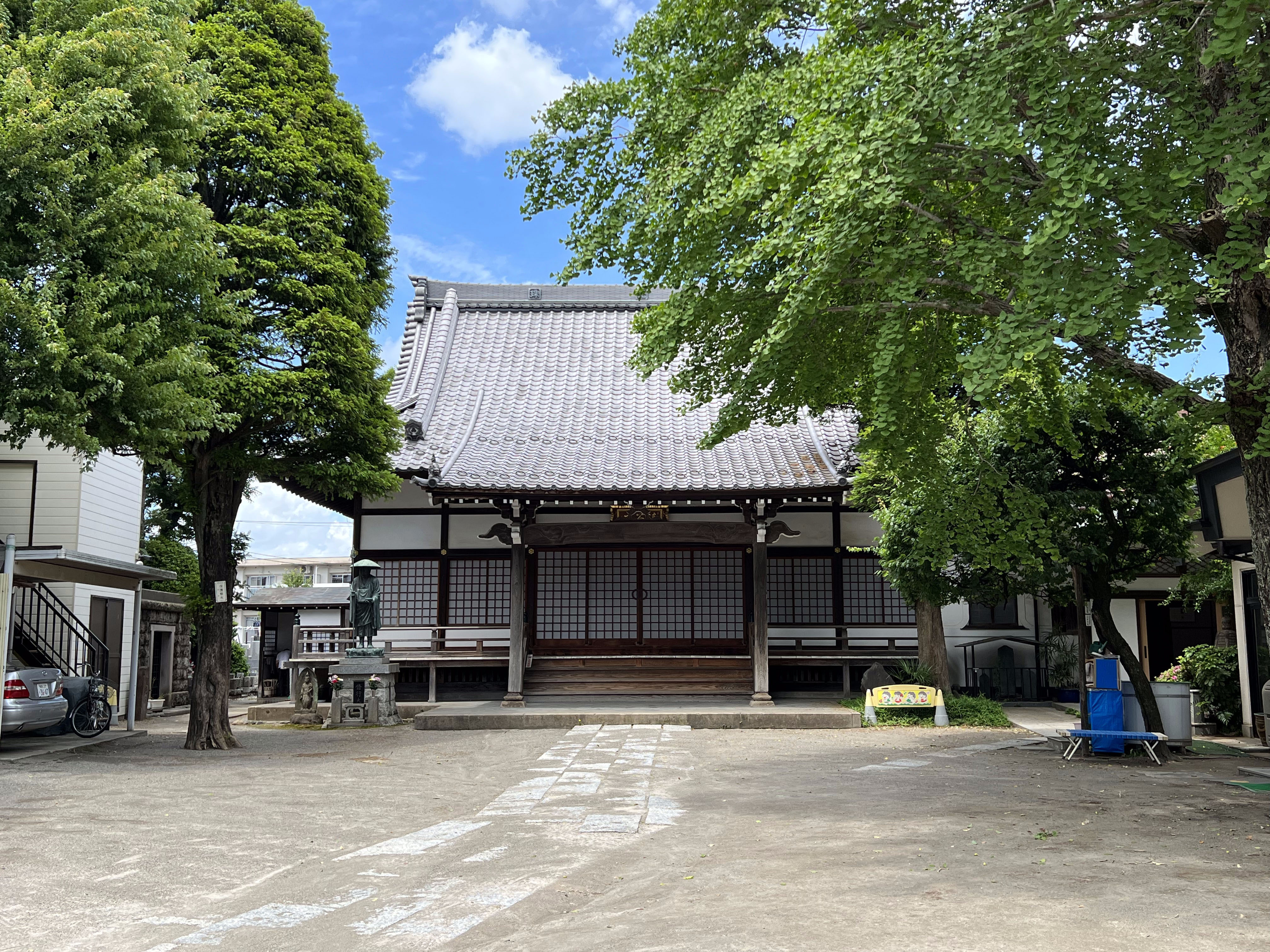
本堂

## 交通アクセス
- 西武新宿線沼袋駅より徒歩7分。